# 西水元
西水元（にしみずもと）は、東京都葛飾区の町名。現行行政地名は西水元一丁目から六丁目。住居表示実施済み区域である。

## 地域
葛飾区北西端、水元地域の西部に位置する。町域は北と西をそれぞれ大場川、中川に囲まれており、これらの対岸へは、自動車の場合は町域南端の飯塚橋、町域北東端の葛三橋（東京都道・埼玉県道67号葛飾吉川松伏線）2橋が利用できる。歩行者・自転車はこの2橋に加えて町域北西の新大場川水門が利用できる。地区東辺は東京都道501号王子金町市川線で画し、町域内は直線状の道路が格子状に整備された計画的な町並みが見られる。
隣接する地域は、北が大場川を挟んで対岸に埼玉県八潮市大瀬、古新田北東の一部で水元公園、東水元六丁目および埼玉県三郷市戸ケ崎、東が水元一・二・五丁目、南が一部で南水元二丁目、西が中川を挟んで（南から）足立区大谷田・佐野・六木。

## 地価
住宅地の地価は、2024年（令和6年）7月1日の地価調査によれば、西水元3-20-9の地点で17万4000円/m2となっている。

## 歴史
1889年（明治22年）の町村制施行時点では南葛飾郡水元村大字猿ヶ又および大字飯塚のそれぞれ一部であった。1932年（昭和7年）に水元村は東京市に編入され、水元村大字猿ヶ又・大字飯塚はそれぞれ水元猿町・水元飯塚町となる。1981年（昭和56年）には住居表示が実施され水元猿町・水元飯塚町の一部（都道王子金町市川線以西）が西水元一-六丁目となって現在に至っている。

### 地名の由来
旧来の「水元村」に由来。

## 世帯数と人口
2023年（令和5年）1月1日現在（東京都発表）の世帯数と人口は以下の通りである。
| 丁目         | 世帯数    | 人口     |
| ------------ | --------- | -------- |
| 西水元一丁目 | 892世帯   | 1,991人  |
| 西水元二丁目 | 1,178世帯 | 2,544人  |
| 西水元三丁目 | 1,352世帯 | 2,993人  |
| 西水元四丁目 | 852世帯   | 1,585人  |
| 西水元五丁目 | 737世帯   | 1,563人  |
| 西水元六丁目 | 698世帯   | 1,532人  |
| 計           | 5,709世帯 | 12,208人 |

### 人口の変遷
国勢調査による人口の推移。
| 年                 | 人口   |
| ------------------ | ------ |
| 1995年（平成7年）  | 10,694 |
| 2000年（平成12年） | 11,536 |
| 2005年（平成17年） | 11,935 |
| 2010年（平成22年） | 12,515 |
| 2015年（平成27年） | 12,305 |
| 2020年（令和2年）  | 12,190 |

### 世帯数の変遷
国勢調査による世帯数の推移。
| 年                 | 世帯数 |
| ------------------ | ------ |
| 1995年（平成7年）  | 3,321  |
| 2000年（平成12年） | 3,743  |
| 2005年（平成17年） | 4,005  |
| 2010年（平成22年） | 4,437  |
| 2015年（平成27年） | 4,579  |
| 2020年（令和2年）  | 4,768  |

## 学区
区立小・中学校に通う場合、学区は以下の通りとなる（2021年4月時点）。
| 丁目         | 番地 | 小学校             | 中学校             |
| ------------ | ---- | ------------------ | ------------------ |
| 西水元一丁目 | 全域 | 葛飾区立幸田小学校 | 葛飾区立葛美中学校 |
| 西水元二丁目 | 全域 | 葛飾区立幸田小学校 | 葛飾区立葛美中学校 |
| 西水元三丁目 | 全域 | 葛飾区立幸田小学校 | 葛飾区立葛美中学校 |
| 西水元四丁目 | 全域 | 葛飾区立幸田小学校 | 葛飾区立葛美中学校 |
| 西水元五丁目 | 全域 | 葛飾区立幸田小学校 | 葛飾区立葛美中学校 |
| 西水元六丁目 | 全域 | 葛飾区立幸田小学校 | 葛飾区立葛美中学校 |

## 事業所
2021年（令和3年）現在の経済センサス調査による事業所数と従業員数は以下の通りである。
| 丁目         | 事業所数  | 従業員数 |
| ------------ | --------- | -------- |
| 西水元一丁目 | 64事業所  | 380人    |
| 西水元二丁目 | 77事業所  | 541人    |
| 西水元三丁目 | 64事業所  | 513人    |
| 西水元四丁目 | 26事業所  | 397人    |
| 西水元五丁目 | 31事業所  | 289人    |
| 西水元六丁目 | 48事業所  | 394人    |
| 計           | 310事業所 | 2,514人  |

### 事業者数の変遷
経済センサスによる事業所数の推移。
| 年                 | 事業者数 |
| ------------------ | -------- |
| 2016年（平成28年） | 331      |
| 2021年（令和3年）  | 310      |

### 従業員数の変遷
経済センサスによる従業員数の推移。
| 年                 | 従業員数 |
| ------------------ | -------- |
| 2016年（平成28年） | 2,513    |
| 2021年（令和3年）  | 2,514    |

## 交通

### 鉄道
西水元地内には鉄道は通過していない。さらに全域が最寄駅から2km以上離れた鉄道空白地帯である。鉄道利用の場合は下記の路線バスを利用しJR常磐線の金町駅または亀有駅が利用圏内となる。町域北部からは自転車利用（新大場川水門・潮止橋経由）でつくばエクスプレス八潮駅まで片道10分～20分程度で行くことができる。

### 路線バス
- 京成バス[17]
  - 金62：金町駅北口 - 金町第二団地 - 水元公園 - 水元総合スポーツセンター入口 - 水元二丁目 - なかよし通り - 西水元三丁目 - 大場川水門
- 東武バスセントラル[18]
  - 有26・有27：西水元循環
    - 亀有駅北口→大谷田→｛飯塚橋→水元神社前→西水元三丁目→葛飾車庫｝→大谷田→亀有駅北口

### 道路・橋梁
- 飯塚橋（東京都道501号王子金町市川線）
- 葛三橋（東京都道・埼玉県道67号葛飾吉川松伏線）
- 新大場川水門（歩行者・自転車のみ通行可）
- 幸田なかよし通り

## 施設
- 葛飾区立幸田小学校（西水元三丁目）
- 東京都立水元特別支援学校（西水元五丁目）
- 葛飾区立西水元地区図書館（西水元二丁目）
- 幸田保育園（西水元二丁目）
- 葛飾西水元郵便局（西水元五丁目）
- 江戸川病院高砂分院（西水元四丁目）
- 新大場川水門（西水元四丁目と埼玉県八潮市古新田に跨る）

## 史跡・寺社
- 安福寺
- 圓蔵寺
- 法林寺
- 水元神社

## その他

### 日本郵便
- 郵便番号 : 125-0031[4]（集配局 : 葛飾新宿郵便局[19]）。